# Jurij Medveděv
Jurij Medveděv (tiếng Kazakh: Юрий Медведев; sinh 18 tháng 6 năm 1996) là một cầu thủ bóng đá Cộng hòa Séc -Kazakhstan thi đấu cho FK Senica ở vị trí hậu vệ, mượn từ ŠK Slovan Bratislava.

## Sự nghiệp câu lạc bộ
Medveděv sinh ra ở Badamsha, Kazakhstan. Khi 3 tuổi, anh cùng gia đình chuyển đến Cộng hòa Séc.

### FK Senica
Medveděv ra mắt chuyên nghiệp cho FK Senica trước AS Trenčín ngày 23 tháng 7 năm 2017.